# 蔡州之战
蔡州之戰是金朝與蒙古帝国最後一場戰役，金朝經多次挫敗，元氣大傷，根本無力抵抗蒙軍。蒙古军队和南宋军队在蔡州城合围金哀宗，数月后攻占蔡州城。最终此戰之後，金朝滅亡，蒙古疆域擴張至河南地區。

## 背景
金朝天興元年（1232年）正月，蒙金鈞州三峰山之戰，金朝慘敗，金軍主力消亡殆盡，主要將領大多戰死，滅亡指日可待。同月，蒙古軍圍攻汴京，金朝軍民進行了汴京保衛戰，打退蒙古軍隊的進攻。然而，金哀宗和朝中所有大臣迫於蒙古軍隊的威脅，不敢堅持抵抗，逃往蔡州，汴京、中京（今河南省洛阳市）相繼陷落。

## 過程
天興二年（1233年）九月，蒙軍築長壘包圍蔡州城。十一月，蒙古與南宋達成聯軍滅金的協議。宋朝派遣襄軍將領江海以及修武郎、京西路兵馬鈐轄、鄂州兼江陵府副都統制孟珙，率領宋兵萬人、糧食三十萬石協助蒙軍攻蔡州。塔察兒率領蒙古軍，孟珙率領宋軍，分道進攻蔡州。金將萬奴被擒。十二月初，蒙軍於息州擊敗金將武仙，海州、沂州、萊州、濰州等州遂向蒙古投降，正式完成對蔡州的包圍。蒙宋聯軍內防金兵突圍，外阻金軍入援。金哀宗迫於無奈，只好臨時招募民兵禦敵。民眾為了保衛蔡州，連健壯的婦女也協助搬運守城所需的大石，金哀宗亦親自撫軍。
同年十二月初七，蒙軍決練江，宋兵決柴潭入汝水灌蔡州城。十二月初九，蒙軍破蔡州外城，宿州副總帥高剌哥戰死。十二月十九日，蒙軍攻破蔡州西城，都尉王愛實戰死。此時，金哀宗對於守城已經絕望，他對侍臣說:「我為金紫十年，太子十年，人主十年，自知無大過惡，死無恨矣。所恨者祖宗傳祚百年，至我而絕，與自古荒淫暴亂之君等為亡國，獨此為介介耳。」又說：「古無不亡之國，亡國之君往往為人囚縶，或為俘獻，或辱於階庭，閉之空谷。朕必不至於此。卿等觀之，朕志決矣。」同日，砲軍總帥王銳殺元帥夾谷當哥，率三十人向蒙古投降。
十二月二十四日夜，金哀宗試圖從東城突圍，失敗。蔡州已被困三個月，彈盡糧絕。金哀宗不願做亡國之君，於天興三年（1234年）正月初九夜，傳位給東面元帥完顏承麟，並下詔說：「朕所以付卿者豈得已哉。以肌體肥重，不便鞍馬馳突。卿平日趫捷有將略，萬一得免，祚胤不絕，此朕志也。」次日，完顏承麟即帝位，是為金末帝。即位大典剛完成，他便率軍禦敵，但已難力挽狂瀾。此時，南面守城金軍投降，宋軍入城，金軍跟宋軍進行巷戰，金軍無力抵抗。金哀宗於幽蘭軒自縊而死，而金末帝退保蔡州子城，聞哀宗死訊，與大臣同悼哀宗。哭奠未完，城破。末帝為亂軍所殺，金亡。金朝宰相及大臣多投汝水殉國，亦有女真人权贵自戕殉国。蔡州之戰以蒙宋聯軍取勝而結束。
金哀宗遗骸被宋将孟珙与蒙将塔察儿所分。《史集》载，塔察儿仅获得金哀宗的一只手。金哀宗大部分遗骸被宋軍帶回首都臨安告太廟，举国庆祝金国灭亡。